# Lollianos
Lollianos ist der Verfasser eines antiken Romans in mehreren Büchern mit dem Titel Phönizische Geschichten (altgriechisch Φοινικικά Phoinikiká). Der Roman ist nur in Fragmenten überliefert. Dazu gehören ein Teil eines Papyrus-Codex vom Ende des 2. Jahrhunderts sowie Reste eines Prosatextes auf einem Fragment aus Oxyrhynchus, das nicht später als Mitte des 3. Jahrhunderts datiert wird.
Die erhaltenen Fragmente erlauben es nicht, eine durchgehende Handlung auch nur im Ansatz zu rekonstruieren, es wird aber klar, dass der Roman stark vom Typus des idealisierenden Liebesromans abweicht, wie er aus den vollständiger überlieferten Werken des antiken Romans bekannt ist, in dem ein Liebespaar getrennt wird, die Geliebte von Barbaren, Piraten etc. entführt wird, sie bleibt aber stets überaus tugendhaft usw. Der Roman des Lollianos ist sexuell expliziter und enthält darüber hinaus offenbar reichlich Elemente des Sensationellen, des Exotischen und des Übernatürlichen. So wird in einer Szene ein Knabe geopfert und sein Herz von einer Gruppe von Mysten gegessen. Es gibt eine Geistererscheinung, eine Entjungferung wird beschrieben; im Verhältnis zum Umfang des überlieferten Materials geschieht also Einiges. Die Einordnung bleibt jedoch kontrovers. So wollte Albert Henrichs das Fragment als religiösen Text lesen und sah in der Opferungsszene die mehr oder minder akkurate Beschreibung eines Kultmahles ägyptischer Bukolen. Andere ordneten den Roman eher als Beispiel antiker Trivialliteratur ein. Das Romanfragment kann jedenfalls als Beleg für die Existenz eines Typus des griechischen Romans dienen, der Ähnlichkeiten allenfalls zu den Werken des Petronius oder des Apuleius aufweist.
Der Name des Autors erscheint am Ende des Papyrus. Man hat die Möglichkeit diskutiert, dass der Autor identisch sei mit dem Rhetor und Sophisten Publius Hordeonius Lollianus, der in der 2. Hälfte des 2. Jahrhunderts in Athen lehrte. Aber abgesehen von der Namensgleichheit und davon, dass seine Lebenszeit ihn als möglichen Autor nicht ausschließt, spricht im Grunde nur dafür, dass er der einzige bekannte literarisch aktive Träger des Namens ist.